# Инвернес (Калифорнија)
Инвернес (енгл. Inverness) насељено је место без административног статуса у америчкој савезној држави Калифорнија.

## Демографија
По попису из 2010. године број становника је 1.304, што је 117 (-8,2%) становника мање него 2000. године.
| Група             | 2000.         | 2010.         |
| Белци             | 1.292 (90,9%) | 1.172 (89,9%) |
| Афроамериканци    | 6 (0,4%)      | 15 (1,2%)     |
| Азијати           | 16 (1,1%)     | 16 (1,2%)     |
| Хиспаноамериканци | 81 (5,7%)     | 79 (6,1%)     |
| Укупно            | 1.421         | 1.304         |